# Batu Han

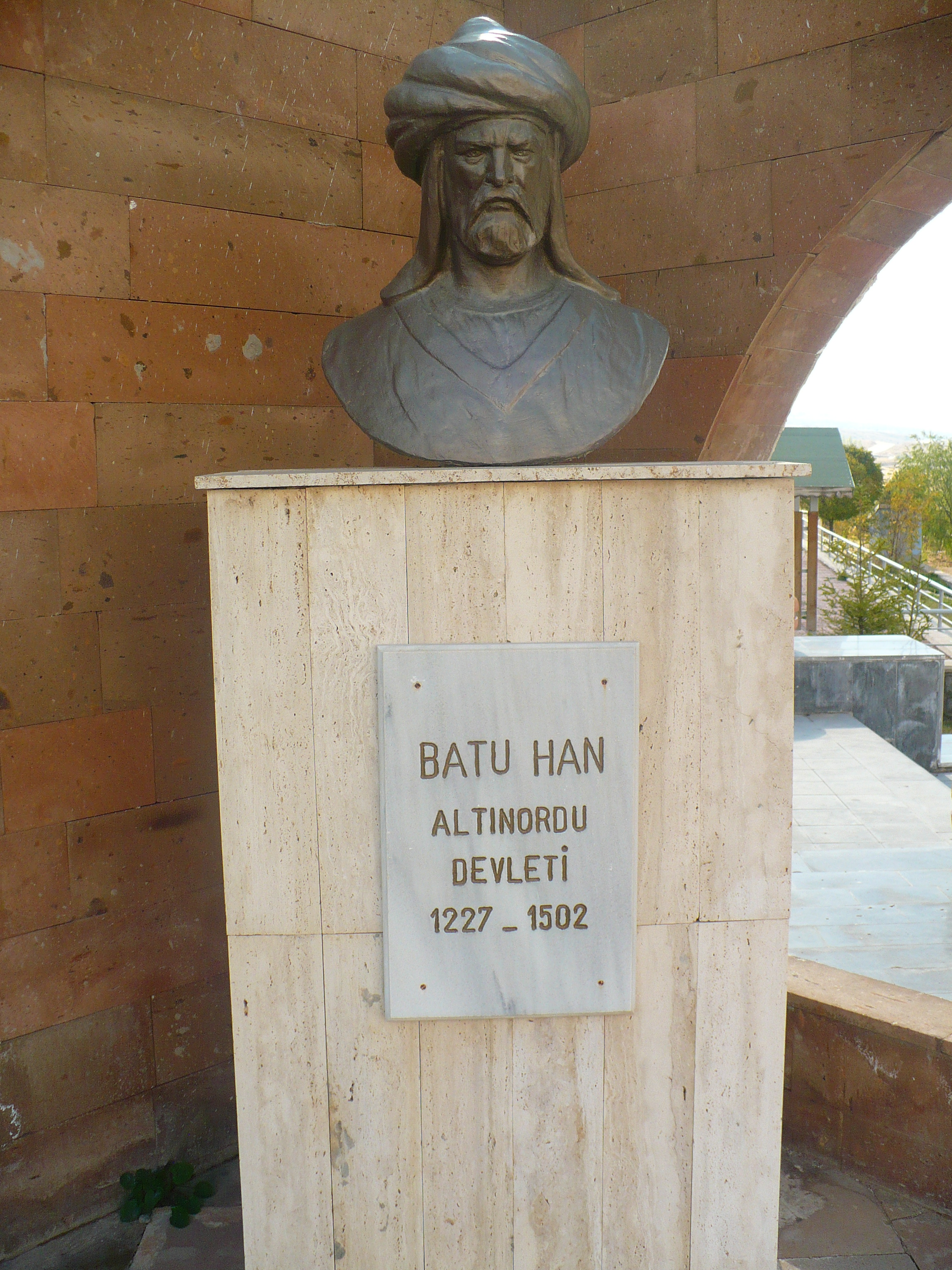
Batu Han

Batu Han (în rusă: Баты́й) a fost un conducător Mongol (n. 1205 - d. 1255) și cel care a întemeiat  Hoarda Albastră. Batu a fost fiul lui Jochi și nepotul lui Ginghis Han. Hoarda Albastră a devenit mai târziu Hoarda de Aur, a cucerit Rusia ducând la subjugarea ei de către mongolo-tătari vreme de 250 ani, mai apoi în 1241 a devastat Ungaria și Polonia.
1. 1 2  Batu-khan (în norvegiană bokmål), Store norske leksikon, 29 ianuarie 2021
2. 1 2 3  China Biographical Database